# She (grup de música)
she és un projecte de música electrònica creat per Lain Trzaska, un músic nascut a Polònia i establit a Suècia. Tant la música com l'art visual estan inspirats per l'anime i la música pop. El projecte es va desenvolupar el 2003. El 2008 signà amb la discogràfica Ponyo Canon, la qual li publicà en Compact Disc dos àlbums (Coloris i Orion). El maig de 2012 Lain creà un projecte escindit de she centrat en música ambiental més experimental anomenat Imagery by Sound.